# تایلا آیالا
تایلا آیالا (انگلیسی: Thaila Ayala؛ زادهٔ ۱۴ آوریل ۱۹۸۶) مدل، هنرپیشه، و بازیگر تئاتر و تلویزیون اهل برزیل است.